# Antonio Graziadei
Antonio Graziadei dit Tonino (Imola, 1873 – Nervi, 1953) était un économiste et homme politique italien. Cofondateur du Parti communiste d'Italie, mais assez critique des théories économiques marxiennes, il se situa plutôt dans l’aile droite du parti. Durant la dictature fasciste, il fit l’objet à Florence et à Parme d’agressions violentes de la part des fascistes, puis fut exclu de l’université sur décision du régime de Benito Mussolini.

## Biographie
Bien qu'issu d’une famille aristocratique et conservatrice, Graziadei, très jeune encore, embrassa la cause des classes laborieuses et adhéra dès 1893 au Parti socialiste italien. Dans son Imola natale, il connut et fréquenta Andrea Costa, le premier parlementaire socialiste de l’histoire de l'Italie.
À la mort de Costa, Graziadei le remplaça à la Chambre des députés en 1910. À cette époque, il se situait, en compagnie de Leonida Bissolati, à l’extrême droite du PSI, mais à la différence de ce dernier saura éviter de se faire expulser du parti en 1912.
Lorsqu’éclata la Première Guerre mondiale, il se positionnera comme socialiste maximaliste, pour se retrouver ensuite, en 1921, parmi les fondateurs du Parti communiste d'Italie (PCd'I). Au sein de ce parti, dont il sera membre du Comité central du 5 mars 1923 à l’été 1924, il aura soin de se maintenir indépendant tant du groupe autour de la revue L’Ordino Nuovo d'Antonio Gramsci, que de celui d’Amadeo Bordiga, et se rangera plutôt dans l’aile droite menée par Angelo Tasca, même si ce dernier prendra ses distances d’avec lui par la suite.
Avec l’avènement de la dictature fasciste, il perdit son siège de député, subit des agressions, connut l'isolement, et se vit finalement écarté du milieu universitaire.
Expulsé du Pcd'I en 1928 en raison de son révisionnisme marxiste, il continuera néanmoins tout au long des années 1930 à publier ses ouvrages et articles d’économie.
Après l’effrondrement de la dictature fasciste, il fut nommé membre de la Consulta Nazionale et obtint sa réadmission dans le Pci.
En tant que professeur et économiste, il compta parmi les esprits les plus brillants de sa génération. Quoique marxiste convaincu en politique, il fut incapable en revanche d’apprécier sans réserve Karl Marx économiste, imputant à celui-ci un certain nombre d’erreurs, en particulier en ce qui concerne le concept de valeur travail.

### Ouvrages et articles de Graziadei
- La teoria del valore di Carlo Marx; intervento sulla polemica Soldi-Coletti, in Critica sociale, 1er et 16 octobre 1894, pp. 295–297 et 317-319.
- Le teorie del valore di Carlo Marx e Achille Loira, in Critica sociale, 16 novembre 1894, pp. 347–349.
- Sopralavoro e sopravalore. L'indipendenza della teoria del profitto dalla teoria del valore, in Critica sociale, 16 octobre 1895, pp. 296–297.
- Il Capitale tecnico e la teoria classico socialista del valore, Università di Bologna, Facoltà di Giurisprudenza, tesi di laurea, 1895.
- La pregiudiziale dei socialisti imolesi: risposta a Un Travet, in Critica sociale, 1897.
- L'imboscata delle otto ore, in Critica sociale, 1897.
- Sopralavoro e sopraprodotto, in Critica sociale, 16 septembre 1897, pp. 284–286.
- Al pubblico, Imola, Lega tipografica, 1898.
- La produzione capitalistica, Turin, Fratelli Bocca Edit., 1898.
- Pro domo mea, in Avanti!, Rome, 16 janvier 1899.
- Il lavoro e la macchina, dans Il Giornale degli Economisti, avril 1899, pp. 311–331.
- Produzione e valore, Turin, Roux Frassati e C., 1899.
- Intorno alla teoria edonistica del valore. Ha la teoria edonistica del valore una base fisiologica o psicologica?, Torino, Roux e Viarengo, 1900.
- Risposta a Jaurès. Le dottrine economiche di Marx, in Critica sociale, 1 et 16 septembre 1900, pp. 267–284 [édition française].
- Un aumento assoluto dei salari è compatibile con la teoria marxista? Risposta antiquata, ma non superflua, a L. Negro, in Critica sociale, 16 février 1901, pp. 58–61; 16 mars 1901, pp. 88–90; 1er juin 1901, pp. 173–176; I juillet 1901, pp. 200–203 [le titre et les sous-titres varient selon les numéros].
- La rinnovazione dei trattati di commercio e gli interessi della provincia di Bari di Angelo Bertolini, Antonio Graziadei, Bari, G. Laterza e figli, 1901.
- Intorno alla legge del godimento decrescente ed al principio del grado finale di utilità, Valparaiso, Imprenta del Universo de G. Helfmann, 1901.
- Saggio di una indagine statistica sui prezzi. L'industria del nitrato sodico dal 1880 al 1901, Imola, cooperativa tip. Editrice, 1902.
- Napoli e la questione meridionale, in Critica sociale, 1903, n° 14, pp. 216–219.
- La cooperazione in Italia, Torino, Roux e Viarengo, 1904.
- Il movimento operaio. Leçon inaugurale au cours d'économie politique à l'université de Cagliari, 18 avril 1904, Milan, Uffici della Critica sociale, 1904.
- Saggio di una indagine sui prezzi in regime di libertà e di sindacato. (L'industria del nitrato sodico dal 1º gennaio 1880 al 31 dicembre 1903), Imola, Cooperativa tipografica editrice, 1905.
- Sindacalismo, Riformismo, Rivoluzionarismo, in Critica Sociale, année XV, n° 13, juillet 1905.
- Sindacalismo Riformista?, in Critica Sociale, année XV, n° 14-15, 1er août 1905.
- Politica di partito e politica di classe. Prosegue la polemica sul sindacalismo... riformista, in Critica Sociale, année XV, n° 16, 16 août 1905.
- Economia politica pura ed applicata, Rome, Rivista italiana di sociologia, 1907.
- Note intorno ai sindacati industriali, Cagliari, Stab. tip. G. Dessi, 1909.
- Socialismo e sindacalismo. Conferenza tenuta nel ridotto del teatro d'Imola il 15 settembre 1908, Roma, Mongini, 1909.
- Gli errori del sindacalismo rivoluzionario, in Critica Sociale, 1909.
- Intorno alla teoria edonistica del valore, Turin, Roux e Viarengo, 1910.
- Mezzadria e bracciantato in Romagna, in Critica Sociale, 1911-1912.
- La questione agraria in Romagna. Mezzadria e bracciantato, Milan, Critica sociale, 1913.
- Riforma tributaria o inasprimenti fiscali?, in Critica Sociale, 1913.
- I metodi e le responsabilità del Governo nell'impresa libica: Costituzionalismo e Finanza, in Critica Sociale, 1914.
- Nell'oggi e nel domani, in Critica Sociale, 1915.
- Questioni di misura e di tempo nell'intervento dell'Italia, in Critica Sociale, 1915.
- Idealità socialiste e interessi nazionali nel conflitto europeo, Rome, Athenaeum, 1915.
- Préface à A. Devito Tommasi, L' economia domestica nell'insegnamento. Linee e prospetti, Turin, Società Tipografico-Editrice Nazionale, 1917.
- La guerra e la pace al lume dei principi socialisti, in Critica Sociale, 1917.
- Quantità e prezzi di equilibrio fra domanda ed offerta in condizioni di concorrenza, di monopolio e di sindacato tra imprenditori. (Con particolari applicazioni all'industria del nitrato sodico dal 1. gennaio 1880 al 31 dicembre 1903), Rome : Athenaeum, 1918.
- Le finanze dei comuni di Cremona e di Due Miglia e le condizioni e gli effetti di una loro eventuale unione, Cremona, Tipografia interessi cremonesi, 1919.
- La guerra mondiale e il socialismo comunista, Milan, Avanti!, 1920 (Discours prononcé au XVIe Congrès national du Psi).
- Prezzo e sovrapprezzo nell'economia capitalistica. Critica alla teoria del valore di Carlo Marx, Milan, Societa editrice Avanti!, 192.
- Preis und Mehrpreis in der kapitalistischen Wirtschaft : Kritik der Marxschen Werttheorie, Berlin, Verl. von R. L. Prager, 1923.
- Prezzo e sovrapprezzo nell'economia capitalistica. Critica alla teoria del valore di Carlo Marx. 2e éd. italiennea, revue et augmentée d'après la 1re éd. allemande, Turin, F.lli Bocca, 1924.
- Le prix et le sur-prix dans l'économie capitaliste. Critique de la théorie de la valeur selon Karl Marx, Paris, F. Rieder, 1924.
- La concezione del sopralavoro e la teoria del valore. Il sopralavoro come fenomeno di classe, Rome, Societa anonima poligrafica italiana, 1925.
- Der Begriff der Mehrarbeit und die Werttheorie. Die Mehrarbeit als Klassenphänomen, Bolzano, Trevisini, 1925.
- Il prezzo e il sovraprezzo in rapporto ai consumatori ed ai lavoratori, Rome, Soc. an. poligrafica italiana, 1925.
- Preis und Mehrpreis und ihre Beziehungen zu Konsumenten und Arbeitern, Bolzano, Libreria Editrice italiana, 1925.
- La teoria del valore ed il problema del capitale "costante" (tecnico), Rome, Maglione e Strini, 1926.
- Die Werttheorie und das Problem des konstanten (Technischen) Kapitals, Bolzano, Libr. Edit. Italiana, 1926.
- Capitale e colonie, Milan, Casa editrice sociale, 1927.
- Capitale e salari, Milan, Monanni, 1928.
- Kapital und Kolonien, Berlin, R. L. Prager; Milan, L. Trevisini, 1928.
- Kapital und Löhne, Berlin, R. L. Prager; Milan, L. Trevisini, 1929.
- Sindacati e salari, Milan, Trevisini, 1929.
- Syndikate und Löhne, Berlin, R. L. Prager, 1929.
- La rente et la propriété de la terre. Critiques aux théories de Marx, Paris, M. Rivière, 1930.
- Le teorie del valore e l'economia politica, Citta di Castello, Leonardo da Vinci, 1931.
- La rente de la terre. Critiques aux théories de Marx, Paris, Les Éditions Rieder, 1934.
- Le capital et l'intérêt. (Critiques aux théories de Marx), Paris, Les Éditions Rieder, 1935.
- La teoria del valore. L'impostazione del problema, i suoi rapporti col sovraprodotto, gli errori di Marx, Milan, Edizioni dell'ANS-Problemi del lavoro, 1935.
- La théorie de la valeur. Critiques aux doctrines de Marx, Paris, Éd. Rieder, 1935.
- Le capital et la valeur. Critique des théories de Marx, Paris, Pichon et Durand-Auzias; Lausanne, Rouge, 1936.
- Le crisi del capitalismo e le variazioni del profitto, Milan, F.lli Bocca, 1939.
- Il risparmio e l'interesse nella grande industria bancaria, Milan, F.lli Bocca, 1939.
- Il risparmio, lo sconto bancario e il debito pubblico, Milan, F.lli Bocca, 1941.
- Le Teorie sull'utilità marginale e la lotta contro il marxismo, Milan, F.lli Bocca, 1943.
- Studi sul marxismo. Critica alle Teorie economiche di Marx. Risposte a Croce, Duncker, Rosselli e Bordiga, Milan, Ed. Gentile, 1945.
- Elementi di economia agraria, Rome, Ed. dell'Ateneo, 1946.
- Nuovi studi sulla teoria della rendita fondiaria, 1946.
- Relazioni tra economia politica generale ed economia agraria, 1946.
- Le teorie sulla produttività marginale e la lotta contro il marxismo, Milan, Fratelli Bocca, 1946.
- Il capitale e il valore. Critica della economia marxista, Florence, Sansoni, 1947.
- Cosa è il marxismo. 12 conferenze all'Università di Roma, Rome, Ed. dell'Ateneo, 1947.
- Il capitale e il valore. Critica della economia marxista, Rome, Ed. Leonardo, 1948.
- Il salario e l'interesse nell'equilibrio economico, Rome, Ed. dell'Ateneo, 1949.
- Memorie di trent'anni. 1890-1920, Rome, Rinascita, 1950.
- Compendio di economia politica, Milan, F.lli Bocca, 1951.
- Democrazia borghese e democrazia socialista, Rome, L. Morara, 1952.
- Pluslavoro e plusvalore. Economia marxista e realtà capitalistica, Gênes, Cooperativa poligrafici A. Gramsci, 1952.
- Idealità socialiste e interessi nazionali nel conflitto mondiale, [2. ed. aum. e riv.], Rome, Athenaeum, 1968.
- Scritti scelti di economia, a cura di Mauro Ridolfi, Turin, UTET, 1969.
- Appunti sul rapporto tra risorse naturali ed insediamenti antropici in Basilicata, Melfi, Libria, 2004.

### Ouvrages à propos de Graziadei
- Hermann Duncker, Il revisionismo marxista di Graziadei, 1929.
- Luigi Dal Pane, Il pensiero economico di Antonio Graziadei, Faenza, Fratelli Lega, 1955; Padoue, CEDAM, 1955.
- Paolo Spriano, Storia del Partito comunista italiano, I, Da Bordiga a Gramsci, Turin, Einaudi, 1967, ad Indicem.
- Paolo Spriano, Storia del Partito comunista italiano, II, Gli anni della clandestinità, Turin, Einaudi, 1969, ad Indicem.
- Giorgio Gattei, L'economia senza valore di Antonio Graziadei, in Studi storici, n. 1, Bologne, Istituto Gramsci, 1971.
- Eugenio Zagari, Marxismo e revisionismo. Bernstein, Sorel, Graziadei, Leone, Napoli, Guida, 1975.
- Roberto Finzi (a cura di), Neo-ricardiana: Sraffa e Graziadei, Bologne, Il Mulino, 1977.
- Amedeo Ciotti, Antonio Graziadei. Pensiero ed azione socialista, Rome, Baryes, 1981.
- Colloque d'études Il pensiero e l'opera di Antonio Graziadei. Imola, 15-16 octobre 1981, exposés présentés au colloque par Arturo Colombo, Paolo Favilli, Franco Ferrarotti, Mauro Gallegati et Giorgio Gattei, 1981.
- Arturo Colombo, L'attività parlamentare di Antonio Graziadei, in Il politico, année 46, n°4, 1981.
- Marco E. L. Guidi, Antonio Graziadei e la teoria della rendita fondiaria, in Studi storici, n° 1-2, Bologne, Istituto Gramsci, 1983.
- Paolo Favilli, Riformismo e sindacalismo. Una teoria economica del movimento operaio: tra Turati e Graziadei, Milano, F. Angeli, 1984.
- Francesco Martelloni, Antonio Graziadei nei primi scritti della Critica sociale. (1894-1895), in Studi in onore di Domenico Novembre, Annali del Dipartimento di Scienze storiche, filosofiche e geografiche dell'Università degli studi di Lecce, années 9-12 (1992-93/1995-96).
- Pietro Maurandi, Il caso Graziadei. Vita politica e teoria economica di un intellettuale scomodo, Rome, Carocci, 1999.
- Pietro Maurandi, L'autonomia della teoria economica dalla politica nell'attività parlamentare di Antonio Graziadei, in Massimo M. Augello, Marco E. L. Guidi (a cura di), Una storia dell'economia politica dell'Italia liberale, Milan, F. Angeli, 2003.